# Skinnarviksberget

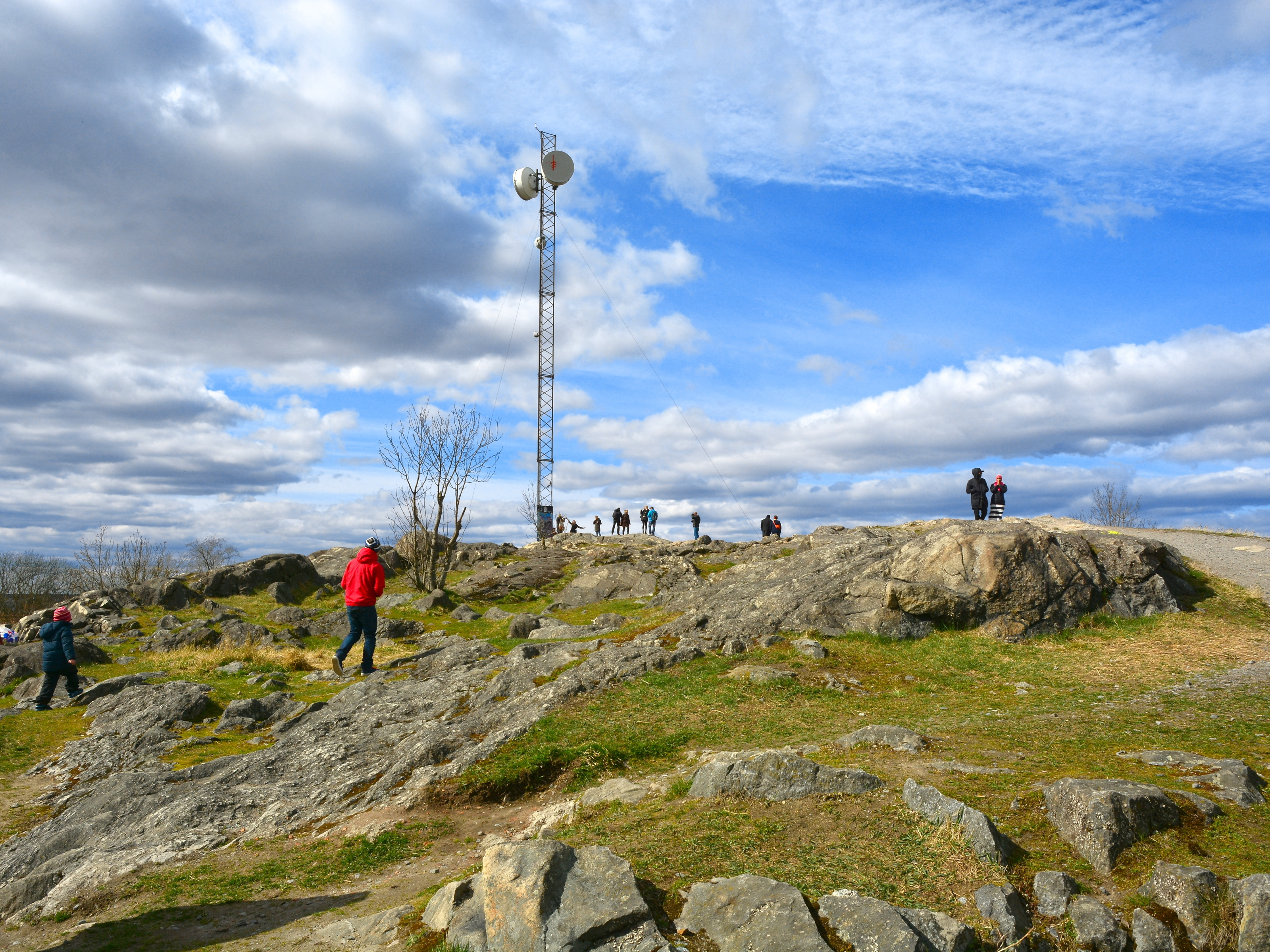
Skinnarviksberget med radiolänkmasten, 2015.

Skinnarviksberget är ett bergsparti på Södermalm i Stockholm och en del av Skinnarviksparken. Med sina 53 meter över havet är berget den högsta naturliga punkten innanför tullarna och bjuder på en grandios utsikt över Riddarfjärden och Kungsholmen. 

## Beskrivning
Namnet kommer från skinnare eller garvare som bedrev sitt hantverk där på 1600-talet. Att det har bott skinnare där framgår av en bouppteckning från 1658, som talar om att Jöran Marckusson-Skinnare var skinnare och godsägare vid Skinnarewicks-gatun (nuvarande Ludvigsbergsgatan). Skinnarnas yrkesutövning var illaluktande och krävde mycket vatten, och därför höll de till vid Riddarfjärdens strand.  Delen nedanför nuvarande Münchenbryggeriet hette just  Skinnarviken och nämns redan  1646, “nerdher weedh Siöstrandhen Östan om Skjinnare wijken”. Namnet "Skinnarviksberget" är belagt sedan 1636, men namnformen “Skinnarviksbergen” förekommer också.

## Bilder

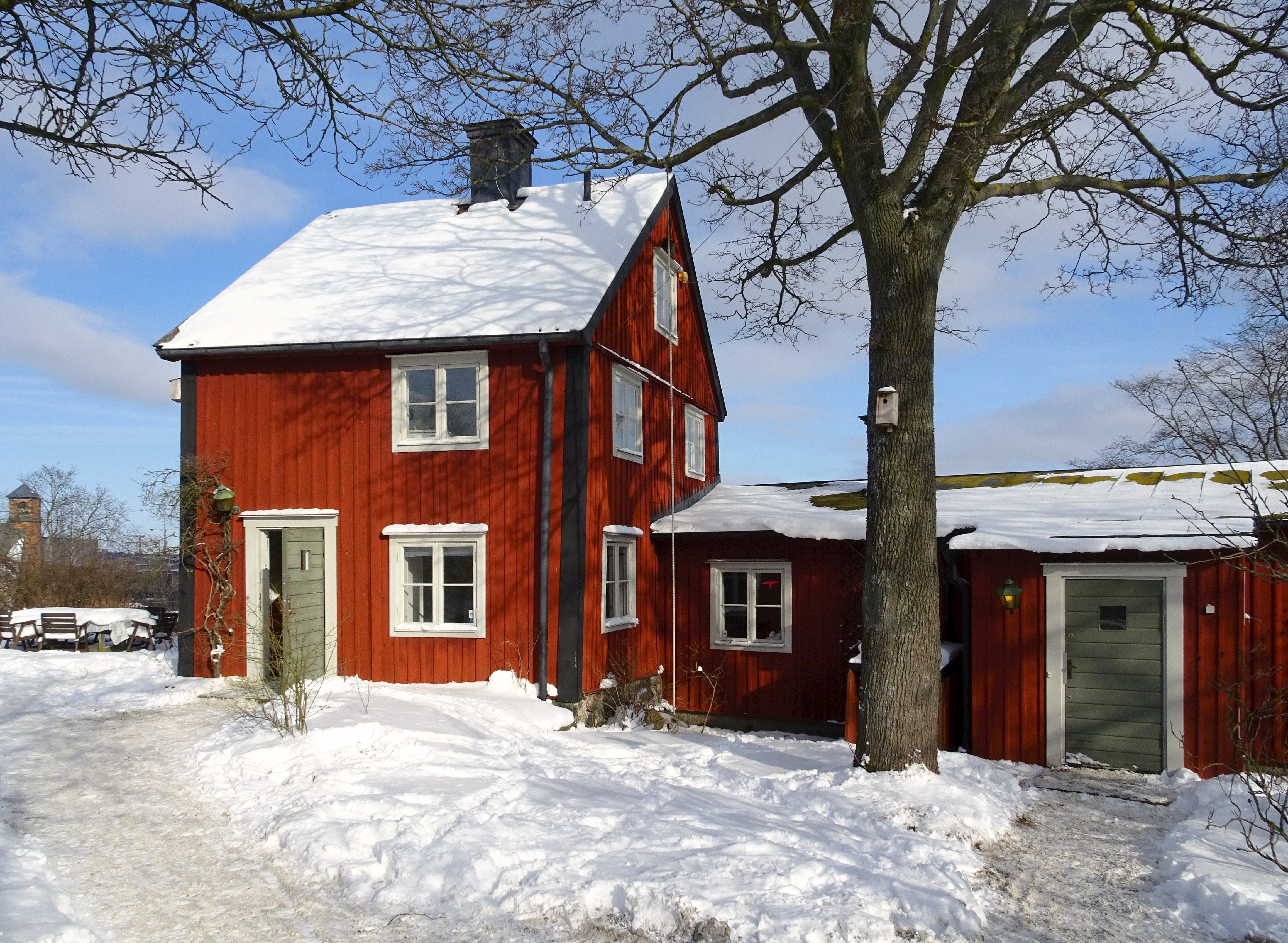
Titzens fåfänga.
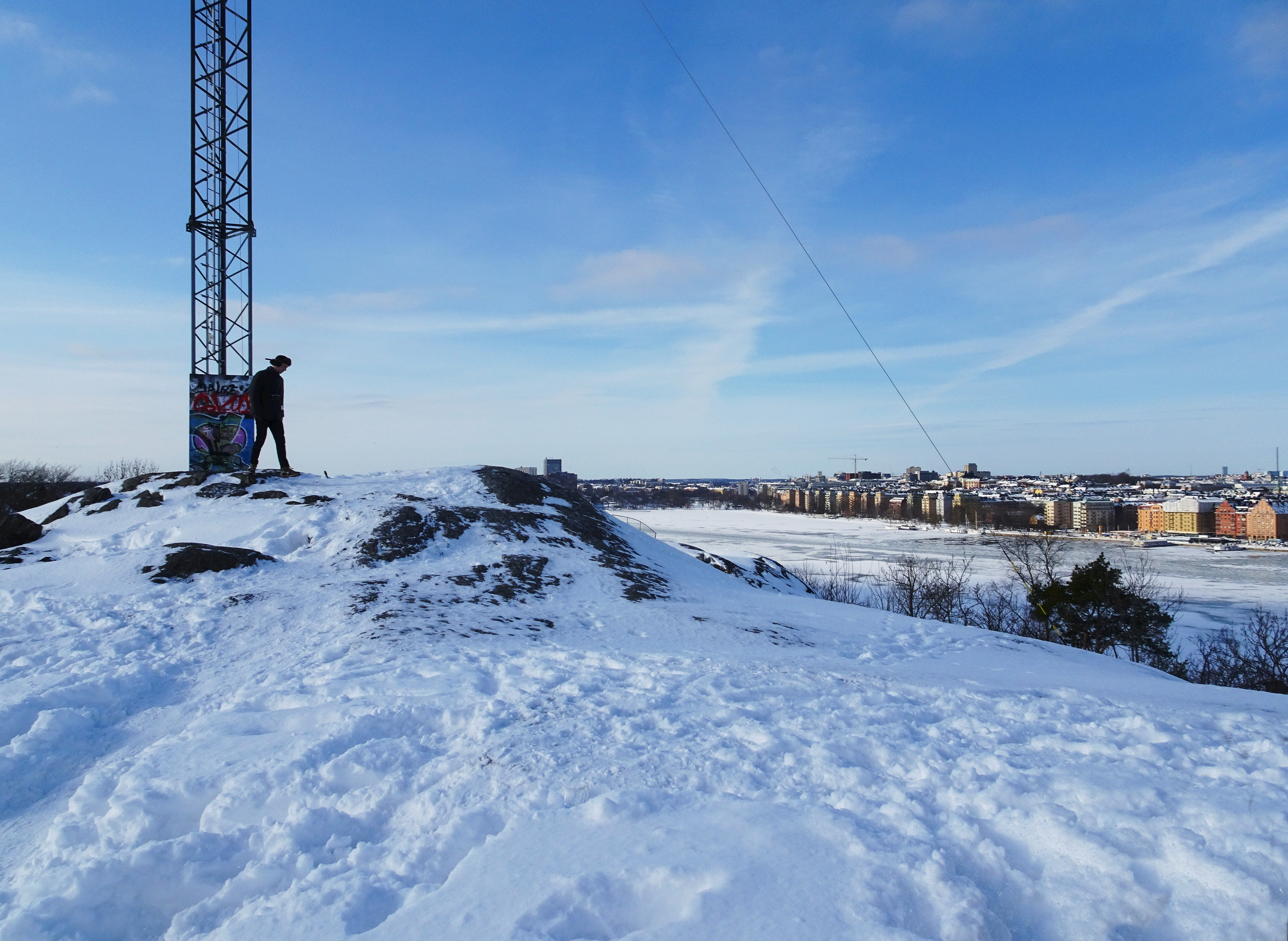
Skinnarviksberget på vintern.
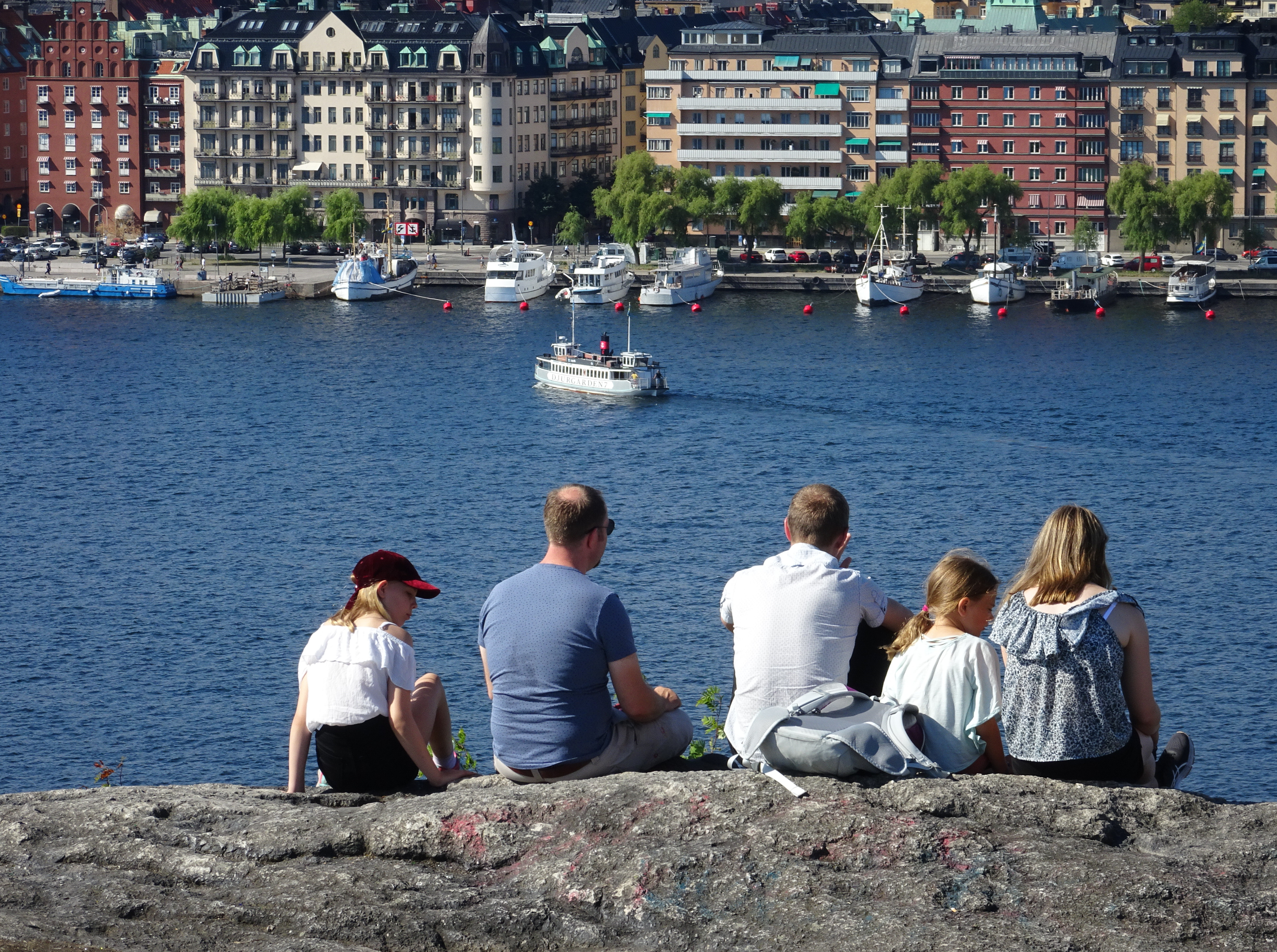
Skinnarviksberget på sommaren.
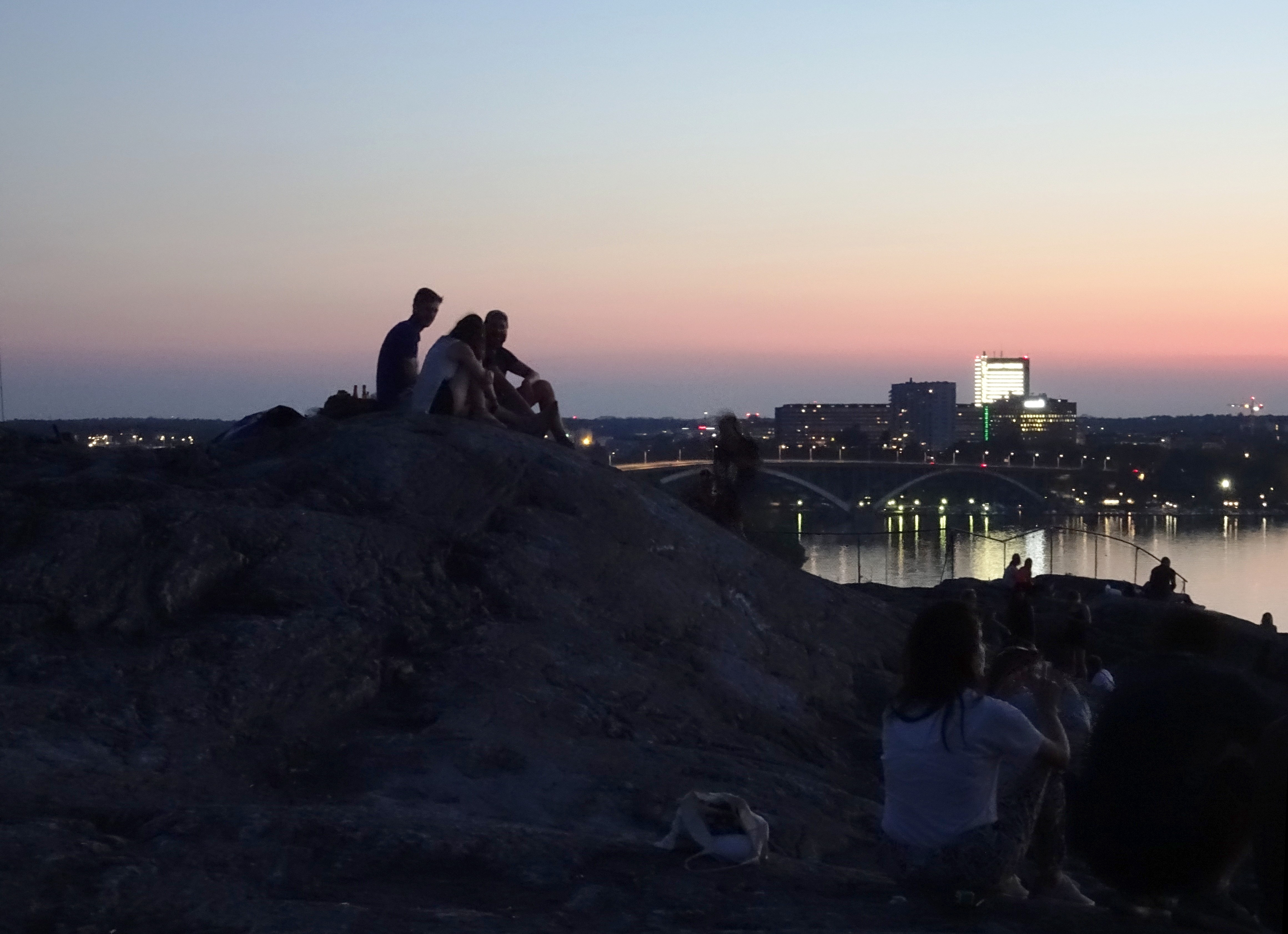
Skinnarviksberget på natten.
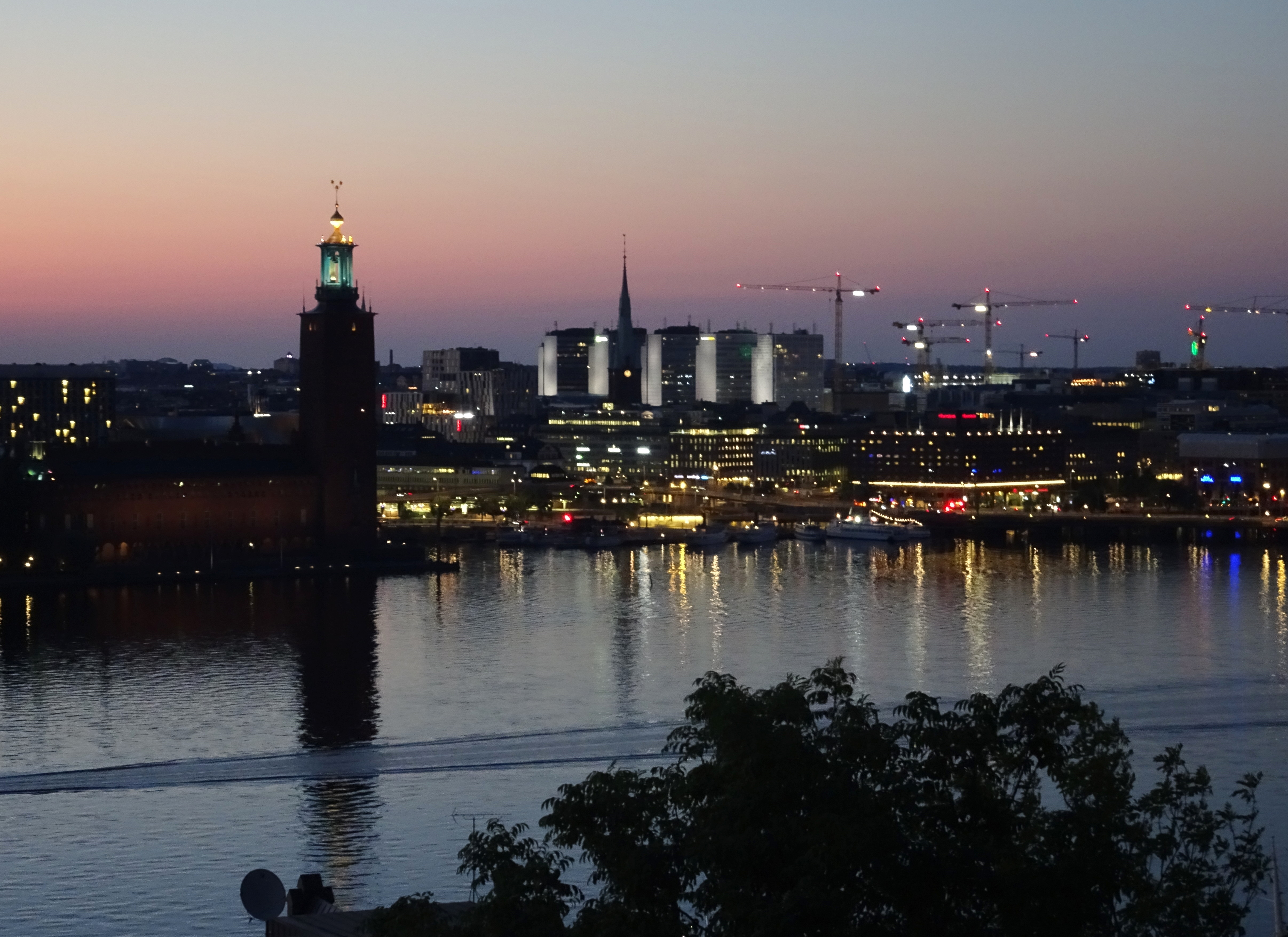
Nattlig vy över Stadshuset och innerstaden.

Berget är mycket populärt bland stockholmare som festplats. På sommaren är denna plats idealisk för en picknick tack vare utsikten över bland annat Riddarfjärden, Norr Mälarstrand, Gamla stan, Stockholms stadshus och många kyrkor, däribland Högalidskyrkan. På högsta punkten finns även en radiomast. På berget gäller alkoholförbud nattetid mellan 00 och 07, förbudet gäller i hela Skinnarviksparken.
Ett av verken i Elisabeth Ohlson Wallins bildserie Ecce Homo (utställning) föreställer hur Jesus har blivit nedslagen på Skinnarviksberget av ett gäng skinnskallar.

## Fotnoter
1. ↑  Den högsta punkten i Stockholms innerstad är Henriksdalsberget med 57 m ö.h.